# Mănăstirea Humorului
Mănăstirea Humorului település Romániában, Bukovinában, Suceava megyében.

## Fekvése
Gura Humoruluitól északra fekvő település.

## Története
Mănăstirea Humorului falu 1455 és 1520 között a kolostor birtokaihoz tartozott, és már ekkor jelentős kulturális központ volt. A hely jelentőségét bizonyítja az innen származó 1473-ban írt "Humori Evangélium" is. A Humor folyó partján egymást követően két szerzetestelep is épült.  Az első kolostor rommaradványai a falu központjában találhatók. Ez az épületegyüttes már a 15. század elején állt. 1415-ben egy okirat Oana vagy Iván országbírónak, a moldvai udvar tekintélyes tisztségviselőjének birtokaként említette. 1445 és 1520 között több feljegyzésben, adománylevélben is szerepelt. Épülete a 16. század elején elpusztult.
Az egykori épület központi magja a Mária mennybevitele tiszteletére szentelt templom (Biserica Adormirii Macii Domnului) volt. Az új, második kolostoregyüttes Petru Rareș (1527-1538) és (1541-1546)idején alakult ki. A templom bejárati oldalán kőbevésett szöveg szerint 1530-ban a fejedelem kancellárja Toader Bubuiog és felesége építtette. Bubuiog a moldvai fejedelmi udvar tagja volt már Ștefan cel Mare idejében is, majd 1526-ban II. Lajos magyar királynál is járt követségben, majd 1531-ben a lengyelek ellen vezette a moldvai csapatokat az obertini csata idején. 1539-ben halt meg, és az általa alapított kolostorba temették el felesége mellé. 
A kolostor fejlődése alapítója halála után is folytatódott, majd 1785-ben, miután Bukovina 1774-től Ausztria irányítása alá került Humor temploma plébániává alakult át és megindult az ortodox kolostor épületének a pusztulása.

## Nevezetességek
- Humori kolostor
- A kolostortemplom a keleti kereszténység hagyományait követve az egykor erődszerűen zárt udvar központjában állt.
- A védőtorony 1641-ben Vasile Lupu kezdeményezésére alakult ki a kolostor erődfalainak északnyugati sarkán.